# Мерикара
Мерикара (Хети IV) — фараон Древнего Египта из X (Гераклеопольской) династии, правивший во время Первого переходного периода (XXII—XXI века до н. э.). Под его управлением находился Нижний Египет с центром в Мемфисе. В первую очередь фараон известен как фигурант «Поучения гераклеопольского царя своему сыну Мерикара». Он правил достаточно долго, чтобы построить пирамиду в Саккаре, однако её точное местонахождение неизвестно. Мерикара был единственным известным фараоном Первого переходного периода, который построил пирамиду по образцу Древнего царства.
К правлению фараонов Хети III и Мерикара относится временное усиление могущества Гелиопольского царства. Южная часть царства испытывала засуху, которую усугубляла устаревшая система ирригации, что повлекло за собой голод. Наряду с этим происходит ослабление административного аппарата, рост самостоятельности номархов и усиление номархи Фив, которых считают одновременно правившей в Верхнем Египте XI династией. В итоге после смерти Мерикара начался необратимый и стремительный упадок Гелиопольского царства, который привёл к его завоеванию фараоном Ментухотепом I, объединившим Египет в Среднее царство.

## Место фараона Мерикара в X династии
Мерикара — единственный фараон IX—X Гераклеопольских династий, чьё место в порядке преемственности считается более-менее точно установленным. Многие исследователи относят его правление к концу X династии, считая его последним или предпоследним её правителем. Впервые предположение о том, что Мерикара был предпоследним фараоном X династии, выдвинул Джулио Фарина в 1938 году в результате собственной реконструкции «Туринского царского папируса». Реконструкция египтолога позже была опровергнута Аланом Гардинером, указавшим на её ошибочность, а в 1966 году её недостатки были тщательно изучены Юргеном фон Бекератом. В частности, была указана ошибочность предположения Фарины о том, что третья и четвёртая строки фрагмента 36+48 папируса содержат в конце имена отца Мерикара и его самого. Позже Шенкель предположил, что номарх Сиута Хети II, современник Мерикара, правил в первые годы правления Ментухотепа I из XI (Фиванской) династии, на основании чего предположил, что Мерикара является одним из последних фараонов X династии. Но эту гипотезу опроверг российский египтолог А. Демидчик. По его мнению, предположения, которые привели Шенкеля к подобному выводу, ошибочны. Кроме того, Демидчик указывает, что фараон Мерикара был достаточно могущественным правителем, поэтому его имя должны были бы помнить как врага могущественного Ментухотепа I.

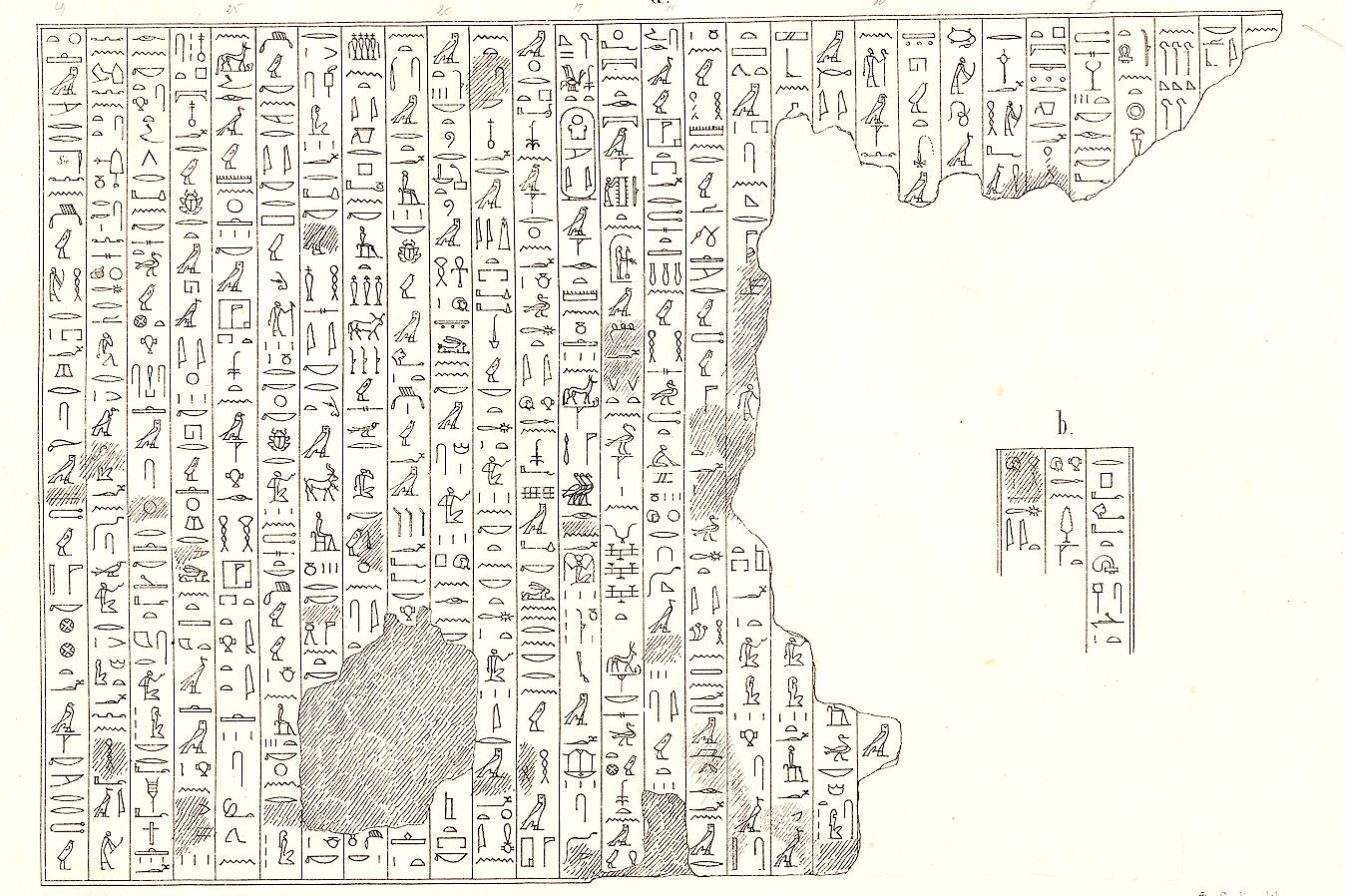
Рисунок надписи на стене гробницы № 4 в Асьюте, принадлежавшей номарху Хети II, вассалу фараона Мерикара (его имя в картуше, колонка 17, если считать справа; текст читается справа налево)

В результате Демидчик выдвинул гипотезу о том, что Мерикара был вторым правителем X династии. У Манефона имена фараонов из «Дома Хети» отсутствуют. Длительность правления представителей династии также отсутствует. По мнению египтолога, именно Мерикара показан в Туринском царском списке шестым фараоном Гераклеопольской династии под номером 5./24, где сохранилась только часть его имени (Мер…[ра] Хети). Если эта версия верна, то Мерикара носил личное имя Хети. При этом некоторые египтологи расшифровывают имя фараона из Туринского списка как Мери-иб-ра.
Личность предшественника Мерикара, называемого Хети III, является предметом споров среди египтологов. Ряд учёных отождествляют его с фараоном Уахкара Хети. Согласно «Поучению Мерикара», его отец распространил своё влияние на столичную область бывшего Древнего царства около Мемфиса. Именно этот фараон, который, по мнению Демидчика, был пятым фараоном из «Дома Хети», который перенёс столицу царства из Гераклеополя в Мемфис. Он был сыном Неферкара и правил не менее 20 лет. Его царствование, возможно, было периодом наибольшего могущества «Дома Хети».

## Биография

Египет в периоды Древнего и Среднего царства

К началу правления фараона Мерикара в его руках был Нижний Египет. В состав его владений входила значительная часть дельты Нила, которую его предшественник обезопасил от нападения азиатских племён. Кроме того, к этому периоду возобновились поставки древесины из Финикийского побережья. В распоряжении фараона также находилась обширная часть низинных земель, в которых были восстановлены ирригационные сооружения, что обеспечило царскую казну притоком средств, которые фараон мог использовать для воссоздания управленческих органов. В итоге Мерикара был настолько могущественен, что смог построить пирамиду. Как отмечает Я. Малек, строительство пирамиды занимало 10—15 лет, поэтому правление фараона, как и его отца, было достаточно продолжительным.
При этом авторитет и могущество Мерикара было гораздо меньшими, чем у фараонов Древнего царства. Южная часть его владений испытывала засуху, которую усугубляла устаревшая система ирригации. Кроме того, отсутствие центрального аппарата управления привело к тому, что голодающие районы не могли получать продовольственную помощь из более благополучных областей. Это приводило к голоду. Лишённые средств к существованию жители сбивались в банды, которые чинили воровство и насилие.
В это время в Верхнем Египте усилилась династия номархов Фив. Они называли себя фараонами, их относят к XI династии. Один из представителей династии, Иниотеф II, воевал против Хети III и Мерикара. В итоге во время правления Мерикара фиванцам удалось захватить VIII верхнеегипетский ном (Абидос), что позволило доставлять больше зерна в Фивы. Номарху Сиута (XIII нома) Хети II объединился с Мерикара и им удалось одержать победу над фиванцами, однако отвоевать VIII ном им не удалось. Кроме того, Иниотеф сохранил и X ном (Уаджит). В результате южная граница Геракреопольского царства теперь проходила около Сиуты. Хети получил пышные титулы «военачальника всей страны» и «великого предводителя Верхнего Египта», однако какого-то влияния за пределами своих владений он не имел.

## Поучение Мерикара
К Мерикара обращён известный памятник египетской культуры — «Поучение гераклеопольского царя своему сыну Мерикара», вероятно, первое политическое сочинение в мировой литературе. Его создание фиктивно приписывается отцу фараона (его имя не сохранилось). Само «Поучение», которое, возможно, было создано именно во время правления Мерикара, представляет собой сборник заповедей хорошего управления. До нашего времени оно отрывочно дошло на трёх иератических папирусах, создание которых датируется серединой Нового царства.

## Пирамида Мерикара

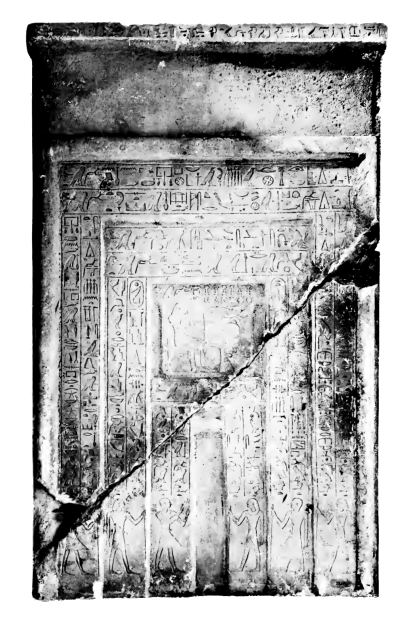
Стела Анпуемхета, древнеегипетского жреца, ответственного за культ пирамид фараонов Тети (VI династия) и Мерикара, свидетельствующая о погребальном культе Менкаура в Саккаре. Картуши обоих фараонов всё ещё видны. Найдена в гробнице в Саккаре, относящейся к XI—XII династиям династиям Среднего царства. 1,56 м x 0,96 м

По приказу Мерикара была построена пирамида в Саккаре, местонахождение которой было неизвестно. Он был единственным известным фараоном Первого переходного периода, который построил пирамиду по образцу Древнего царства.
В 1920 году археологом Фёрсом была обнаружена малая пирамида. Рядом с ней были обнаружены мастабы сановников фараона Мерикара, на основании чего Фёрс сделал вывод о том, что пирамида была построена для фараона Мерикара, что египтологи оценили как сенсацию, поскольку других пирамид, построенных в это время, не сохранилось. В 1954 году Ванье после ряда дискуссий в работе «Руководство по египетской археологии» написал, что хотя такое предположение не лишено здравого смысла, но из-за расположения этой пирамиды, а также из-за отсутствия рядом молельни пирамида скорее является ритуальной.
В 1994 году Яромир Малек на основании обнаруженной им крышки сосуда с именем Мерикара предположил, что пирамидой, построенной Мерикара, является пирамида Лепсиуса № 29 (также известная как «Безголовая пирамида»), строительство которой приписывали фараону V династии Менкаухору. Малек считает, что на сооружение пирамиды Мерикара должно было уйти не меньше 10—15 лет, что свидетельствует о том, что царствование Мерикара было достаточно продолжительным. Но в 2008 году, когда вновь проводились раскопки на месте Безголовой пирамиды, руководивший ими Захи Хавасс сделал вывод, что она принадлежала именно Менкаухору.

## Наследие
Уже к концу правления Мерикара, судя по всему, выяснилось, что о возврате к «величественным временам Мемфисской монархии» говорить рано. Египет был расколот на 2 противоборствующих государства. Усиление правителя Фив Иниотефа II привело к тому, что фараоны X династии не могли эффективно контролировать номархов, самостоятельность которых сильно выросла. В итоге после смерти Мерикара начался необратимый и стремительный упадок Гелиопольского царства.
Достоверно назвать имена наследников Мерикара пока не удаётся. Если верна его идентификация с фараоном № 5./24 из туринского списка, то следующим правителем был фараон, имя которого начинается на Шед… В итоге в конце XXI века до н. э. Гераклеопольское царство было завоёвано фараоном Ментухотепом I из XI фиванской династии, объединившего Египет под своей властью.

### Имена Мерикара
| nswt&bity |

| nswt&bity |

| N5 · U7 | M17 | M17 | D28 |

| N5 · U7 | M17 | M17 | D28 |

| N5 · U7 | M17 | M17 | D28 |

| N5 · U7 | M17 | M17 | D28 |

| N5 · U7 | M17 | M17 | D28 |

| N5 · U7 | M17 | M17 | D28 |

| N5 · U7 | M17 | M17 | D28 |

| N5 · U7 | M17 | M17 | D28 |

| N5 | D28 | U7 | M17 | M17 |

| N5 | D28 | U7 | M17 | M17 |

| N5 | D28 | U7 | M17 | M17 |

| N5 | D28 | U7 | M17 | M17 |

| N5 | D28 | U7 | M17 | M17 |

| N5 | D28 | U7 | M17 | M17 |

| N5 | D28 | U7 | M17 | M17 |

| N5 | D28 | U7 | M17 | M17 |

| N5 | U7 | D28 |

| N5 | U7 | D28 |

| N5 | U7 | D28 |

| N5 | U7 | D28 |

| N5 | U7 | D28 |

| N5 | U7 | D28 |

| N5 | U7 | D28 |

| N5 | U7 | D28 |

| Ca1 | N5 | U7 · D21 | M17 | M17 | Z7 | A2 | D28 | Z1 | Ca2 |

| Ca1 | N5 | U7 · D21 | M17 | M17 | Z7 | A2 | D28 | Z1 | Ca2 |

| G39 | N5 |

| G39 | N5 |

| F32 · X1 | M17 | M17 |

| F32 · X1 | M17 | M17 |

| F32 · X1 | M17 | M17 |

| F32 · X1 | M17 | M17 |

| F32 · X1 | M17 | M17 |

| F32 · X1 | M17 | M17 |

| F32 · X1 | M17 | M17 |

| F32 · X1 | M17 | M17 |